# Navares de Ayuso
Navares de Ayuso é um município da Espanha na província de Segóvia, comunidade autónoma de Castela e Leão, de área 14,84 km² com população de 61 habitantes (2007) e densidade populacional de 4,97 hab/km².

## Demografia
| Variação demográfica do município entre 1991 e 2004 | Variação demográfica do município entre 1991 e 2004 | Variação demográfica do município entre 1991 e 2004 | Variação demográfica do município entre 1991 e 2004 |
| --------------------------------------------------- | --------------------------------------------------- | --------------------------------------------------- | --------------------------------------------------- |
| 1991                                                | 1996                                                | 2001                                                | 2004                                                |
| 79                                                  | 87                                                  | 93                                                  | 73                                                  |